# Albio Sires

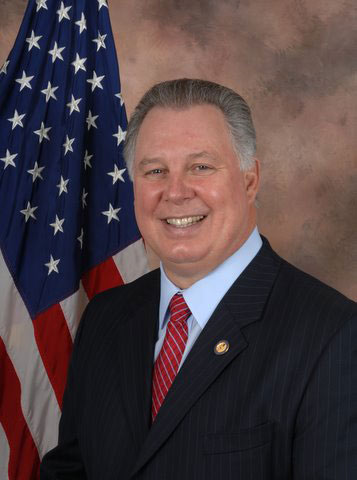
Albio Sires

Albio B. Sires (* 26. Januar 1951 in Bejucal, Kuba) ist ein US-amerikanischer Politiker der Demokratischen Partei. Von 2006 bis 2023 vertrat er den Bundesstaat New Jersey im US-Repräsentantenhaus. Von 2006 bis 2013 vertrat er den 13. Distrikt, seit der Auflösung des Wahlbezirks bis zu seinem Ausscheiden 2023 den achten Distrikt.

## Werdegang
Seine Familie floh mit ihm 1962 von Kuba in die USA. Albio Sires besuchte die Memorial High School in West New York. Danach absolvierte er bis 1974 das St. Peter’s College in Jersey City, an dem er mit einem Bachelor of Arts abschloss. Im Jahr 1985 graduierte er mit einem Master of Arts am Middlebury College in Vermont. Im Anschluss arbeitete er als Geschäftsmann und Lehrer.
Sires ist verheiratet und lebt privat mit seiner Frau Adrienne in West New York. Er hat eine Stieftochter.

## Politik

### Regionale und Staatliche Ebene
Politisch schloss sich Sires der Demokratischen Partei an. Im Jahr 1986 kandidierte er noch erfolglos für das US-Repräsentantenhaus. Zwischen 1995 und 2007 war Sires Bürgermeister der Stadt West New York, nachdem er bei der Wahl 1991 und mit einem von ihm 1993 eingeleiteten Abwahlverfahren gegen Amtsinhaber Anthony DeFino gescheitert war. Von 2000 bis 2006 gehörte er der New Jersey General Assembly an, als deren Präsident er ab 2002 fungierte.

### US-Repräsentantenhaus
Nach dem Rücktritt des Abgeordneten Bob Menendez, der in den US-Senat wechselte, wurde Sires bei der fälligen Nachwahl für den 13. Kongresswahlbezirk von New Jersey als dessen Nachfolger in das US-Repräsentantenhaus in Washington, D.C. gewählt, wo er am 13. November 2006 sein neues Mandat antrat. Seit der Wahl 2012 vertrat Sires den 8. Distrikt, da New Jersey einen weiteren Platz im Repräsentantenhaus verlor. Nachdem er bei allen folgenden Wahlen, einschließlich der des Jahres 2020, bestätigt wurde, konnte er sein Mandat im Repräsentantenhaus des 117. Kongresses bis zum 3. Januar 2023 ausüben.
Albio Sires kündigte im Dezember 2021 an, nach insgesamt über 15 Jahren im Kongress, nicht für eine weitere Wiederwahl kandidieren zu wollen. Er begründete dies unter anderem mit seinem Alter, und „dass die Dinge in Washington nicht besser würden“. Er schied dadurch am 3. Januar 2023 aus dem Repräsentantenhaus der Vereinigten Staaten aus. Robert Menendez Jr., Sohn von US-Senator Robert „Bob“ Menendez, trat für die Demokraten im 8. Wahlbezirk an und galt als aussichtsreicher Kandidat. Er konnte die Wahl 2022 am 8. November 2022 gegen Marcos Arroyo von der Republikanischen Partei, sowie fünf weitere Kandidaten mit 72,8 % deutlich gewinnen. Er trat am 3. Januar 2023 die Nachfolge von Sires an.

#### Ausschüsse
Er ist aktuell Mitglied in folgenden Ausschüssen des Repräsentantenhauses:
- Committee on Foreign Affairs
  - Europe, Energy, the Environment, and Cyber
  - Western Hemisphere, Civilian Security, Migration, and International Economic Policy (Vorsitz)
- Committee on the Budget
- Committee on Transportation and Infrastructure
  - Highways and Transit
  - Railroads, Pipelines, and Hazardous Materials

Sires ist auch Mitglied im Congressional Asian Pacific American Caucus, im Congressional Black Caucus, sowie in über 50 weiteren Caucuses.